# Taça de Portugal 2019/20
Die Taça de Portugal 2019/20 war die 80. Austragung des portugiesischen Pokalwettbewerbs. Er wurde vom portugiesischen Fußballverband ausgetragen. Pokalsieger wurde der FC Porto, der sich im Finale gegen Benfica Lissabon durchsetzte.
In der ersten Runde wurden die 110 Teilnehmer in acht regionale Gruppen eingeteilt. Dies ermöglichte kürzere Reisen und verbesserte die Spiele mit größerer regionaler Rivalität. Um die Freilose zu vermeiden, durften 21 Verlierer der ersten Runde in der zweiten Runde nochmals antreten. Die Mannschaften aus der zweitklassigen LigaPro, die in der zweiten Runde einstiegen, mussten gemäß der Wettbewerbsbestimmungen auswärts antreten. Das Gleiche galt für die Teams der Primeira Liga in der dritten Runde. Ab der vierten Runde wurde dann ohne Beschränkungen gelost.
Das Halbfinale wurden in Hin- und Rückspiel ausgetragen. Alle anderen Begegnungen wurden in einem Spiel entschieden. Bei unentschiedenem Ausgang wurde das Spiel um zweimal 15 Minuten verlängert, und wenn nötig im anschließenden Elfmeterschießen entschieden.

## Teilnehmende Teams
| Primeira Liga (18) | Primeira Liga (18) | LigaPro (16) | LigaPro (16) |
| --- | --- | --- | --- |
| - Belenenses SAD - Benfica Lissabon - Sporting Braga - Boavista Porto - Desportivo Aves - Gil Vicente FC - FC Famalicão - Marítimo Funchal - Moreirense FC | - FC Paços de Ferreira - Portimonense SC - FC Porto - Rio Ave FC - CD Santa Clara - Sporting Lissabon - CD Tondela - Vitória Guimarães - Vitória Setúbal | - Académica de Coimbra - Académico de Viseu FC - Casa Pia AC - GD Chaves - SC Covilhã - GD Estoril Praia - SC Farense - CD Feirense | - Leixões SC - CD Mafra - Nacional Funchal - UD Oliveirense - FC Penafiel - CD Cova da Piedade - Varzim SC - UD Vilafranquense |
| Campeonato de Portugal (68) | | | |
| - RD Águeda - SC Mineiro Aljustrelense - FC Alverca - Amarante FC - Amora FC - Anadia FC - CF Armacenenses - FC Arouca - GD Fabril do Barreiro - SC Beira-Mar - Benfica e Castelo Branco - Berço SC - GD Bragança - Caldas SC - CSD Câmara de Lobos - CF Canelas 2010 - AD Castro Daire | - CD Cerveira - SC Coimbrões - Condeixa ACD - SU 1º Dezembro - SC Espinho - AD Fafe - CD Fátima - FC Felgueiras 1932 - Ginásio Clube Figueirense - GD Fontinhas - Gondomar SC - SC Ideal - CF Esperança Lagos - Leça FC - Louletano DC - GS Loures - Lusitânia Lourosa | - Lusitano GC Évora - Lusitano FC Vildemoinhos - SC Maria da Fonte - AC Marinhense - Merelinense FC - SC Mirandela - CDC Montalegre - Olímpico Montijo - ARC Oleiros - SC Olhanense - FC Oliveira Hospital - AD Oliveirense - Clube Oriental de Lisboa - USC Paredes - FC Pedras Rubras - Juventude Pedras Salgadas - CD Pinhalnovense | - SC Praiense - Real SC Queluz - SG Sacavenense - AD Sanjoanense - UD Santarém - AR São Martinho - Sertanense FC - Vitória Sernache - Club Sintra Football - Sport União Sintrense - CD Trofense - SC União Torreense - União Leiria - União Madeira - Valadares Gaia FC - SC Vila Real - FC Vizela |
| Distrikte (42) | | | |
| - GD Águias Moradal - GD Alcochetense - Ançã FC - Atlético Arcos - CR Ferreira de Aves - SC Bustelo - CDC Carção - GD Coruchense - ACDR Coutada - FC Crato - Eléctrico Ponte de Sor | - Juventude Évora - Fayal SC - FC Ferreiras - SC Lusitânia - AD Manteigas - LGC Moncarapachense - Mortágua FC - GD Pampilhosense - GR Amigos da Paz - CD Rabo Peixe - CA Pêro Pinheiro                                                                                 | - Pevidém SC - AD Ponte da Barca - AD Porto da Cruz - AD Portomosense - GD Prado - CD Praia Milfontes - CD Rebordelo - Rebordosa AC - SC Régua - SC São João de Ver | - GD São Roque - Vitória Sernache - União de Almeirim - Vasco da Gama AC - GD Velense - Estrela Vendas Novas - CCDR Vila Cortêz Mondego - SC Vila Pouca - FC Vilarinho - CDRC Vila Velha de Ródão                                                                                                   |

## 1. Runde
Teilnehmer waren 68 Vereine aus der drittklassigen Campeonato de Portugal und 42 Vereine der Distriktverbände. Reservemannschaften von Profiklubs waren nicht teilnahmeberechtigt.

### Série A
| Datum      |                           | Ergebnis              |                   |
| ---------- | ------------------------- | --------------------- | ----------------- |
| 08.09.2019 | SC Maria da Fonte         | 3:0                   | GD Bragança       |
| 08.09.2019 | CDC Montalegre            | 1:0                   | CD Cerveira       |
| 08.09.2019 | AD Fafe                   | 3:0                   | CD Rebordelo      |
| 08.09.2019 | SC Mirandela              | 2:0                   | Atlético Arcos •  |
| 08.09.2019 | GD Prado •                | 1:2                   | CDC Carção        |
| 08.09.2019 | Juventude Pedras Salgadas | 3:1                   | SC Vila Pouca •   |
| 08.09.2019 | Merelinense FC            | 0:0 n. V. (5:4 i. E.) | AD Ponte da Barca |

### Série B
| Datum      |                     | Ergebnis |                    |
| ---------- | ------------------- | -------- | ------------------ |
| 07.09.2019 | Pevidém SC •        | 1:3      | Berço SC           |
| 07.09.2019 | CSD Câmara de Lobos | 0:4      | FC Felgueiras 1932 |
| 08.09.2019 | União Madeira       | 1:0      | SC Vila Real       |
| 08.09.2019 | Amarante FC         | 2:1      | CD Trofense        |
| 08.09.2019 | FC Pedras Rubras    | 0:3      | FC Vizela          |
| 08.09.2019 | AD Porto da Cruz    | 0:3      | AR São Martinho    |
| 08.09.2019 | FC Vilarinho        | 0:2      | AD Oliveirense     |

### Série C
| Datum      |                      | Ergebnis              |                     |
| ---------- | -------------------- | --------------------- | ------------------- |
| 07.09.2019 | SC São João de Ver • | 0:3                   | AD Sanjoanense      |
| 08.09.2019 | FC Arouca            | 5:0                   | Rebordosa AC        |
| 08.09.2019 | SC Coimbrões         | 4:1                   | SC Régua            |
| 08.09.2019 | CF Canelas 2010      | 3:1                   | Valadares Gaia FC • |
| 08.09.2019 | SC Espinho           | 2:0                   | AD Castro Daire     |
| 08.09.2019 | Gondomar SC          | 3:1                   | Leça FC •           |
| 08.09.2019 | USC Paredes          | 0:0 n. V. (2:4 i. E.) | Lusitânia Lourosa   |

### Série D
| Datum      |                          | Ergebnis              |                           |
| ---------- | ------------------------ | --------------------- | ------------------------- |
| 07.09.2019 | AD Manteigas             | 1:3                   | SC Bustelo                |
| 08.09.2019 | RD Águeda                | 5:0                   | CR Ferreira de Aves       |
| 08.09.2019 | CCDR Vila Cortêz Mondego | 0:3                   | Ginásio Clube Figueirense |
| 08.09.2019 | SC Beira-Mar             | 6:0                   | GD Pampilhosense          |
| 08.09.2019 | Lusitano FC Vildemoinhos | 3:2                   | Ançã FC •                 |
| 08.09.2019 | Mortágua FC              | 4:2                   | Anadia FC •               |
| 08.09.2019 | Condeixa ACD             | 0:0 n. V. (5:4 i. E.) | FC Oliveira Hospital      |

### Série E
| Datum      |                          | Ergebnis              |                          |
| ---------- | ------------------------ | --------------------- | ------------------------ |
| 08.09.2019 | GR Amigos da Paz         | 2:3                   | AD Portomosense          |
| 08.09.2019 | União Leiria             | 1:0                   | AD Oliveirense           |
| 08.09.2019 | AC Marinhense •          | 0:0 n. V. (1:4 i. E.) | CD Fátima                |
| 08.09.2019 | GD Águias Moradal •      | 2:4                   | Vitória Sernache         |
| 08.09.2019 | CDRC Vila Velha de Ródão | 0:5                   | Caldas SC                |
| 08.09.2019 | Eléctrico Ponte de Sor • | 0:7                   | Benfica e Castelo Branco |
| 08.09.2019 | Sertanense FC            | 1:1 n. V. (5:3 i. E.) | ARC Oleiros              |

### Série F
| Datum      |                       | Ergebnis              |                    |
| ---------- | --------------------- | --------------------- | ------------------ |
| 07.09.2019 | Club Sintra Football  | 1:0                   | GS Loures •        |
| 08.09.2019 | Sport União Sintrense | 1:0 n. V.             | GD Coruchense •    |
| 08.09.2019 | FC Alverca            | 3:0                   | SG Sacavenense     |
| 08.09.2019 | ACDR Coutada          | 2:0                   | Fayal SC           |
| 08.09.2019 | União de Almeirim     | 2:3                   | UD Santarém        |
| 08.09.2019 | GD São Roque          | 0:1                   | SC União Torreense |
| 08.09.2019 | CA Pêro Pinheiro      | 2:2 n. V. (4:2 i. E.) | SU 1º Dezembro     |

### Série G
| Datum      |                          | Ergebnis |                         |
| ---------- | ------------------------ | -------- | ----------------------- |
| 07.09.2019 | SC Lusitânia •           | 1:2      | Amora FC                |
| 08.09.2019 | Real SC Queluz           | 4:1      | Estrela Vendas Novas    |
| 08.09.2019 | Clube Oriental de Lisboa | 2:0      | SC Ideal •              |
| 08.09.2019 | SC Praiense              | 4:0      | GD Fabril do Barreiro • |
| 08.09.2019 | GD Fontinhas •           | 1:3      | CD Pinhalnovense        |
| 08.09.2019 | CD Rabo Peixe            | 1:0      | Olímpico Montijo •      |
| 15.09.2019 | GD Velense               | 0:5      | GD Alcochetense         |

### Série H
| Datum      |                          | Ergebnis              |                     |
| ---------- | ------------------------ | --------------------- | ------------------- |
| 07.09.2019 | CF Esperança Lagos       | 1:0                   | Lusitano GC Évora • |
| 08.09.2019 | SC Mineiro Aljustrelense | 3:2 n. V.             | Vasco da Gama AC •  |
| 08.09.2019 | SC Olhanense             | 1:0                   | CF Armacenenses     |
| 08.09.2019 | ACD Penedo Gordo         | 2:0                   | CD Praia Milfontes  |
| 08.09.2019 | Juventude Évora          | 2:2 n. V. (6:7 i. E.) | LGC Moncarapachense |
| 08.09.2019 | Louletano DC             | 1:0                   | FC Ferreiras        |

## 2. Runde
Zu den 55 Siegern der 1. Runde kamen 16 Vereine aus der LigaPro, sowie 21 ausgeloste Verlierer der 1. Runde. Reservemannschaften von Profiklubs waren nicht teilnahmeberechtigt. Die Teams der LigaPro mussten auswärts antreten.
| Datum      |                          | Ergebnis              |                           |
| ---------- | ------------------------ | --------------------- | ------------------------- |
| 28.09.2019 | CD Rabo Peixe            | 0:1                   | Académico de Viseu FC     |
| 28.09.2019 | Berço SC                 | 1:3                   | CD Feirense               |
| 28.09.2019 | CDC Carção               | 0:2                   | UD Vilafranquense         |
| 28.09.2019 | União Madeira            | 1:2 n. V.             | AD Fafe                   |
| 29.09.2019 | UD Santarém              | 1:2                   | SC Farense                |
| 29.09.2019 | Condeixa ACD             | 0:0 n. V. (5:4 i. E.) | SC Lusitânia              |
| 29.09.2019 | AD Portomosense          | 0:3                   | FC Alverca                |
| 29.09.2019 | GS Loures                | 2:2 n. V. (4:2 i. E.) | Lusitano GC Évora         |
| 29.09.2019 | CF Canelas 2010          | 4:0                   | Ançã FC                   |
| 29.09.2019 | GD Coruchense            | 0:4                   | Olímpico Montijo          |
| 29.09.2019 | SC Coimbrões             | 3:1                   | GD Prado                  |
| 29.09.2019 | Amora FC                 | 2:1                   | SC São João de Ver        |
| 29.09.2019 | Club Sintra Football     | 2:0                   | Amarante FC               |
| 29.09.2019 | LGC Moncarapachense      | 0:1 n. V.             | Sertanense FC             |
| 29.09.2019 | SC Maria da Fonte        | 1:5                   | Juventude Pedras Salgadas |
| 29.09.2019 | CD Fátima                | 4:0                   | ACDR Coutada              |
| 29.09.2019 | Gondomar SC              | 0:1                   | Valadares Gaia FC         |
| 29.09.2019 | AR São Martinho          | 0:0 n. V. (2:4 i. E.) | Merelinense FC            |
| 29.09.2019 | Benfica e Castelo Branco | 3:2                   | SC Olhanense              |
| 29.09.2019 | AD Oliveirense           | 2:1 n. V.             | FC Felgueiras 1932        |
| 29.09.2019 | SC Beira-Mar             | 2:0                   | SC Bustelo                |
| 29.09.2019 | CA Pêro Pinheiro         | 0:0 n. V. (3:4 i. E.) | Vitória Sernache          |
| 29.09.2019 | Sport União Sintrense    | 1:2 n. V.             | Anadia FC                 |
| 29.09.2019 | Atlético Arcos           | 0:2                   | SC Praiense               |
| 29.09.2019 | SC Mineiro Aljustrelense | 0:2                   | Casa Pia AC               |
| 29.09.2019 | SC Mirandela             | 1:2                   | GD Chaves                 |
| 29.09.2019 | SC Vila Pouca            | 0:4                   | CD Mafra                  |
| 29.09.2019 | Lusitânia Lourosa        | 4:2 n. V.             | SC Covilhã                |
| 29.09.2019 | GD Alcochetense          | 0:4                   | Leixões SC                |
| 29.09.2019 | Leça FC                  | 0:0 n. V. (4:3 i. E.) | UD Oliveirense            |
| 29.09.2019 | Caldas SC                | 0:1                   | Varzim SC                 |
| 29.09.2019 | Mortágua FC              | 2:3 n. V.             | FC Penafiel               |
| 29.09.2019 | Lusitano FC Vildemoinhos | 0:1                   | Académica de Coimbra      |
| 29.09.2019 | CD Pinhalnovense         | 1:2                   | GD Estoril Praia          |
| 29.09.2019 | Eléctrico Ponte de Sor   | 1:6                   | FC Arouca                 |
| 29.09.2019 | CF Esperança Lagos       | 1:3                   | Pevidém SC                |
| 29.09.2019 | ACD Penedo Gordo         | 0:1                   | GD Fabril do Barreiro     |
| 29.09.2019 | CDC Montalegre           | 0:1                   | AC Marinhense             |
| 29.09.2019 | AD Sanjoanense           | 1:0                   | SC Ideal                  |
| 29.09.2019 | SC Espinho               | 2:0                   | Nacional Funchal          |
| 29.09.2019 | FC Vizela                | 6:1                   | GD Fontinhas              |
| 29.09.2019 | Louletano DC             | 1:1 n. V. (4:2 i. E.) | Ginásio Clube Figueirense |
| 29.09.2019 | União Leiria             | 0:1                   | Real SC Queluz            |
| 29.09.2019 | GD Águias Moradal        | 1:0                   | SC União Torreense        |
| 29.09.2019 | Vasco da Gama AC         | 0:4                   | CD Cova da Piedade        |
| 29.09.2019 | RD Águeda                | 4:1                   | Clube Oriental de Lisboa  |

## 3. Runde
Zu den 46 Siegern der 2. Runde kamen die 18 Vereine der Primera Liga hinzu. Diese mussten auswärts antreten
| Datum      |                           | Ergebnis                |                          |
| ---------- | ------------------------- | ----------------------- | ------------------------ |
| 17.10.2019 | FC Alverca                | 2:0                     | Sporting Lissabon        |
| 18.10.2019 | CD Cova da Piedade        | 0:4                     | Benfica Lissabon         |
| 19.09.2019 | Condeixa ACD              | 0:1                     | Rio Ave FC               |
| 19.09.2019 | Club Sintra Football      | 1:1 n. V. (4:3 i. E.)   | Vitória Guimarães        |
| 19.09.2019 | Louletano DC              | 1:2 n. V.               | FC Paços de Ferreira     |
| 19.09.2019 | GD Fabril do Barreiro     | 1:3                     | Moreirense FC            |
| 19.09.2019 | Pevidém SC                | 0:2                     | Belenenses SAD           |
| 19.09.2019 | Amora FC                  | 0:1                     | AD Sanjoanense           |
| 19.09.2019 | SC Espinho                | 2:1                     | UD Vilafranquense        |
| 19.09.2019 | Académico de Viseu FC     | 3:1                     | Real SC Queluz           |
| 19.09.2019 | FC Penafiel               | 0:2                     | Gil Vicente FC           |
| 19.09.2019 | CD Feirense               | 3:0                     | CD Tondela               |
| 19.09.2019 | SC Farense                | 5:2                     | Desportivo Aves          |
| 19.09.2019 | Académica de Coimbra      | 2:1                     | Portimonense SC          |
| 19.09.2019 | SC Coimbrões              | 0:5                     | FC Porto                 |
| 19.09.2019 | Leça FC                   | 1:3                     | Sporting Braga           |
| 20.09.2019 | GD Águias Moradal         | 0:5                     | Vitória Setúbal          |
| 20.09.2019 | CD Mafra                  | 1:0 n. V.               | AD Fafe                  |
| 20.09.2019 | Varzim SC                 | 1:0                     | GD Estoril Praia         |
| 20.09.2019 | Lusitânia Lourosa         | 1:1 n. V. (5:6 i. E.)   | FC Famalicão             |
| 20.09.2019 | AD Oliveirense            | 0:3                     | CD Santa Clara           |
| 20.09.2019 | Vitória Sernache          | 0:0 n. V. (4:5 i. E.)   | Sertanense FC            |
| 20.09.2019 | União Madeira             | 1:0                     | CD Fátima                |
| 20.09.2019 | GS Loures                 | 4:2 n. V.               | Benfica e Castelo Branco |
| 20.09.2019 | Olímpico Montijo          | 0:1                     | Anadia FC                |
| 20.09.2019 | Casa Pia AC               | 1:3                     | FC Vizela                |
| 20.09.2019 | FC Arouca                 | 1:0                     | Merelinense FC           |
| 20.09.2019 | Juventude Pedras Salgadas | 1:0                     | RD Águeda                |
| 20.09.2019 | GD Chaves                 | 2:1                     | Boavista Porto           |
| 20.09.2019 | Valadares Gaia FC         | 0:0 n. V. (10:11 i. E.) | CF Canelas 2010          |
| 20.09.2019 | SC Beira-Mar              | 2:2 n. V. (5:4 i. E.)   | Marítimo Funchal         |
| 20.09.2019 | Leixões SC                | 4:2                     | SC Praiense              |

## 4. Runde
Ab dieser Runde wurde die Paarungen ohne Beschränkung der Ligazugehörigkeit gelost.
| Datum      |                           | Ergebnis              |                      |
| ---------- | ------------------------- | --------------------- | -------------------- |
| 22.11.2019 | Leixões SC                | 1:4                   | CD Santa Clara       |
| 22.11.2019 | Varzim SC                 | 1:0                   | GS Loures            |
| 23.11.2019 | Sertanense FC             | 2:1 n. V.             | SC Farense           |
| 23.11.2019 | SC Espinho                | 3:2 n. V.             | FC Arouca            |
| 23.11.2019 | Académico de Viseu FC     | 1:0                   | CD Feirense          |
| 23.11.2019 | FC Famalicão              | 1:0                   | Académica de Coimbra |
| 23.11.2019 | Sporting Braga            | 1:0                   | Gil Vicente FC       |
| 23.11.2019 | FC Vizela                 | 1:2                   | Benfica Lissabon     |
| 24.11.2019 | Club Sintra Football      | 0:2                   | AC Marinhense        |
| 24.11.2019 | Juventude Pedras Salgadas | 0:0 n. V. (5:6 i. E.) | CF Canelas 2010      |
| 24.11.2019 | FC Paços de Ferreira      | 1:0                   | AD Sanjoanense       |
| 24.11.2019 | Anadia FC                 | 2:1                   | SC Beira-Mar         |
| 24.11.2019 | Moreirense FC             | 1:3                   | CD Mafra             |
| 24.11.2019 | Rio Ave FC                | 1:0                   | FC Alverca           |
| 24.11.2019 | FC Porto                  | 4:0                   | Vitória Setúbal      |
| 24.11.2019 | GD Chaves                 | 1:0                   | Belenenses SAD       |

## Achtelfinale
| Datum      |                       | Ergebnis  |                 |
| ---------- | --------------------- | --------- | --------------- |
| 17.12.2019 | Académico de Viseu FC | 1:0       | GD Chaves       |
| 17.12.2019 | Varzim SC             | 2:1 n. V. | Anadia FC       |
| 17.12.2019 | AC Marinhense         | 0:2       | Rio Ave FC      |
| 18.12.2019 | Sertanense FC         | 0:1       | CF Canelas 2010 |
| 18.12.2019 | FC Paços de Ferreira  | 3:0       | SC Espinho      |
| 18.12.2019 | Benfica Lissabon      | 2:1       | Sporting Braga  |
| 19.12.2019 | FC Porto              | 1:0       | CD Santa Clara  |
| 19.12.2019 | FC Famalicão          | 3:0       | CD Mafra        |

## Viertelfinale
| Datum      |                       | Ergebnis |                 |
| ---------- | --------------------- | -------- | --------------- |
| 14.01.2020 | FC Porto              | 2:1      | Varzim SC       |
| 14.01.2020 | Benfica Lissabon      | 3:2      | Rio Ave FC      |
| 15.01.2020 | FC Paços de Ferreira  | 0:1      | FC Famalicão    |
| 16.01.2020 | Académico de Viseu FC | 1:0      | CF Canelas 2010 |

## Halbfinale
| Datum                   |                       | Gesamt |              | Hinspiel | Rückspiel |
| ----------------------- | --------------------- | ------ | ------------ | -------- | --------- |
| 04.02.2020 / 11.04.2020 | Benfica Lissabon      | 4:3    | FC Famalicão | 3:2      | 1:1       |
| 04.02.2020 / 12.04.2020 | Académico de Viseu FC | 1:4    | FC Porto     | 1:1      | 0:3       |

## Finale
Das Finale sollte am 24. Mai 2020 ausgetragen werden. Am 10. März gab die FPF jedoch bekannt, dass es aufgrund der COVID-19-Pandemie in Portugal verschoben wird. Am 28. April 2020 traf sich der portugiesische Premierminister António Costa mit den Präsidenten der drei großen Klubs Benfica Lissabon, Sporting Lissabon, FC Porto, dem Präsidenten der FPF und dem Präsidenten der Liga, um über die Bedingungen für die Rückkehr von Fußballwettbewerben in Portugal zu beraten. Am 2. Juli 2020 wurde bekannt gegeben, dass das Finale am 1. August ohne Zuschauer ausgetragen wird.
| Paarung          | Benfica Lissabon – FC Porto |
| Ergebnis         | 1:2 (0:0) |
| Datum            | 1. August 2020 um 20:45 Uhr |
| Stadion          | Estádio Cidade de Coimbra, Coimbra |
| Zuschauer        | Unter Ausschluss der Öffentlichkeit |
| Schiedsrichter   | Artur Soares Dias |
| Tore             | 0:1 Chancel Mbemba (47.) 0:2 Chancel Mbemba (58.) 1:2 Carlos Vinícius (84., Foulelfmeter) |
| Benfica Lissabon | Odisseas Vlachodimos – André Almeida, Rúben Dias, Jardel , Nuno Tavares – Pizzi (76. Dyego Sousa), Julian Weigl (60. Adel Taarabt), Gabriel, Franco Cervi (46. Rafa Silva) – Chiquinho (60. Carlos Vinícius), Haris Seferović (76. Jota) Cheftrainer: Nélson Veríssimo |
| FC Porto         | Diogo Costa – Wilson Manafá, Chancel Mbemba, Pepe, Alex Telles – Otávio (73. Diogo Leite), Danilo Pereira , Mateus Uribe (88. Mamadou Loum) – Jesús Corona (80. Sérgio Oliveira), Moussa Marega – Luis Díaz Cheftrainer: Sérgio Conceição                              |
| Gelbe Karten     | Rúben Dias, Jardel, Julian Weigl, Carlos Vinícius – Alex Telles |
| Platzverweise    | keine – Luis Díaz (38.) |